# باول مورغان (قاضي)
باول مورغان (بالإنجليزية: Paul Morgan)‏ هو قاضي بريطاني، ولد في 17 أغسطس 1952.